# Okmulgee (Oklahoma)
Okmulgee es una ciudad ubicada en el condado de Okmulgee en el estado estadounidense de Oklahoma. En el año 2010 tenía una población de 	12321 habitantes y una densidad poblacional de 371,11 personas por km².

## Geografía
Okmulgee se encuentra ubicada en las coordenadas 35°37′28″N 95°57′48″O / 35.62444, -95.96333 (35.624558, -95.963254).

## Demografía
Según la Oficina del Censo en 2000 los ingresos medios por hogar en la localidad eran de $24,344 y los ingresos medios por familia eran $31,015. Los hombres tenían unos ingresos medios de $26,105 frente a los $19,722 para las mujeres. La renta per cápita para la localidad era de $13,633. Alrededor del 54.1% de la población estaban por debajo del umbral de pobreza.